# صموئيل إل. ستانلي
صموئيل إل. ستانلي (بالإنجليزية: Samuel L. Stanley)‏ هو عالم أمراض وأحيائي أمريكي، ولد في 11 يناير 1954 في سياتل في الولايات المتحدة.